# Amelia (film)

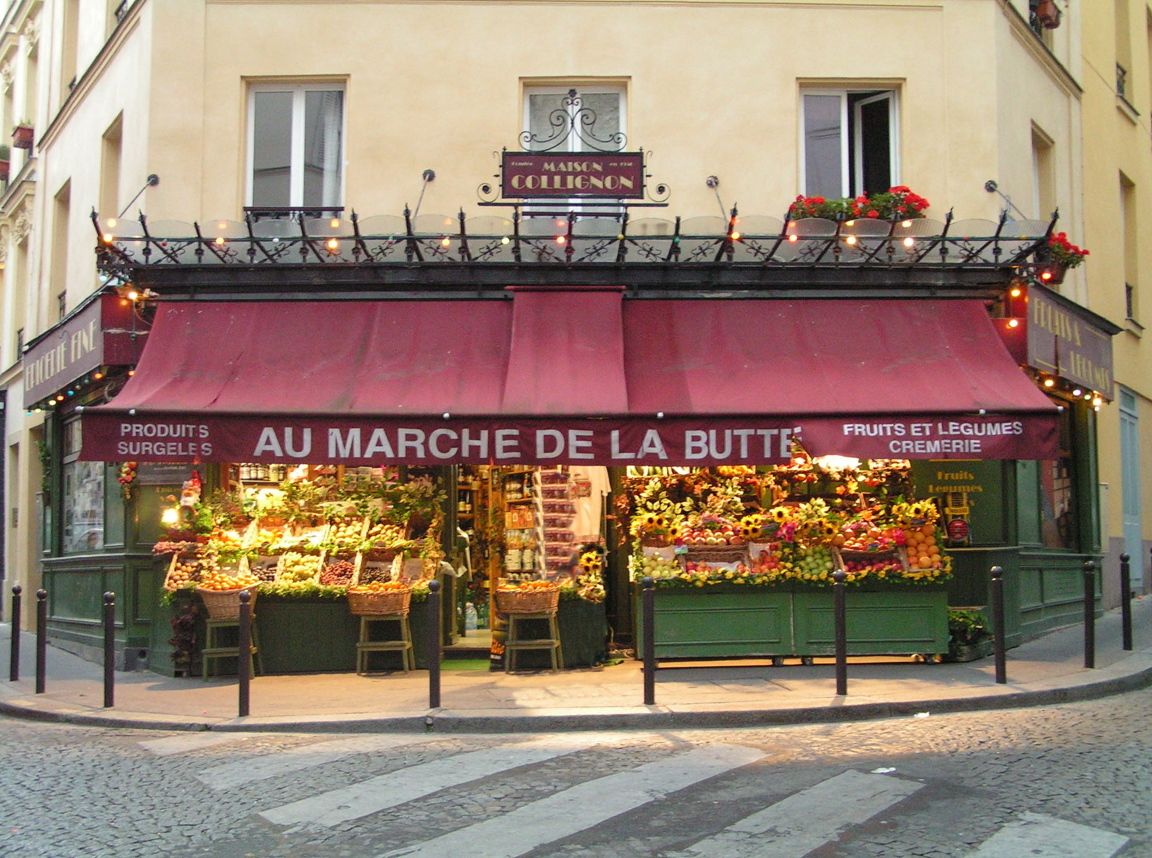
Sklepik pana Collignon, na rogu Rue des Trois Frères i Rue Androuet, Paryż

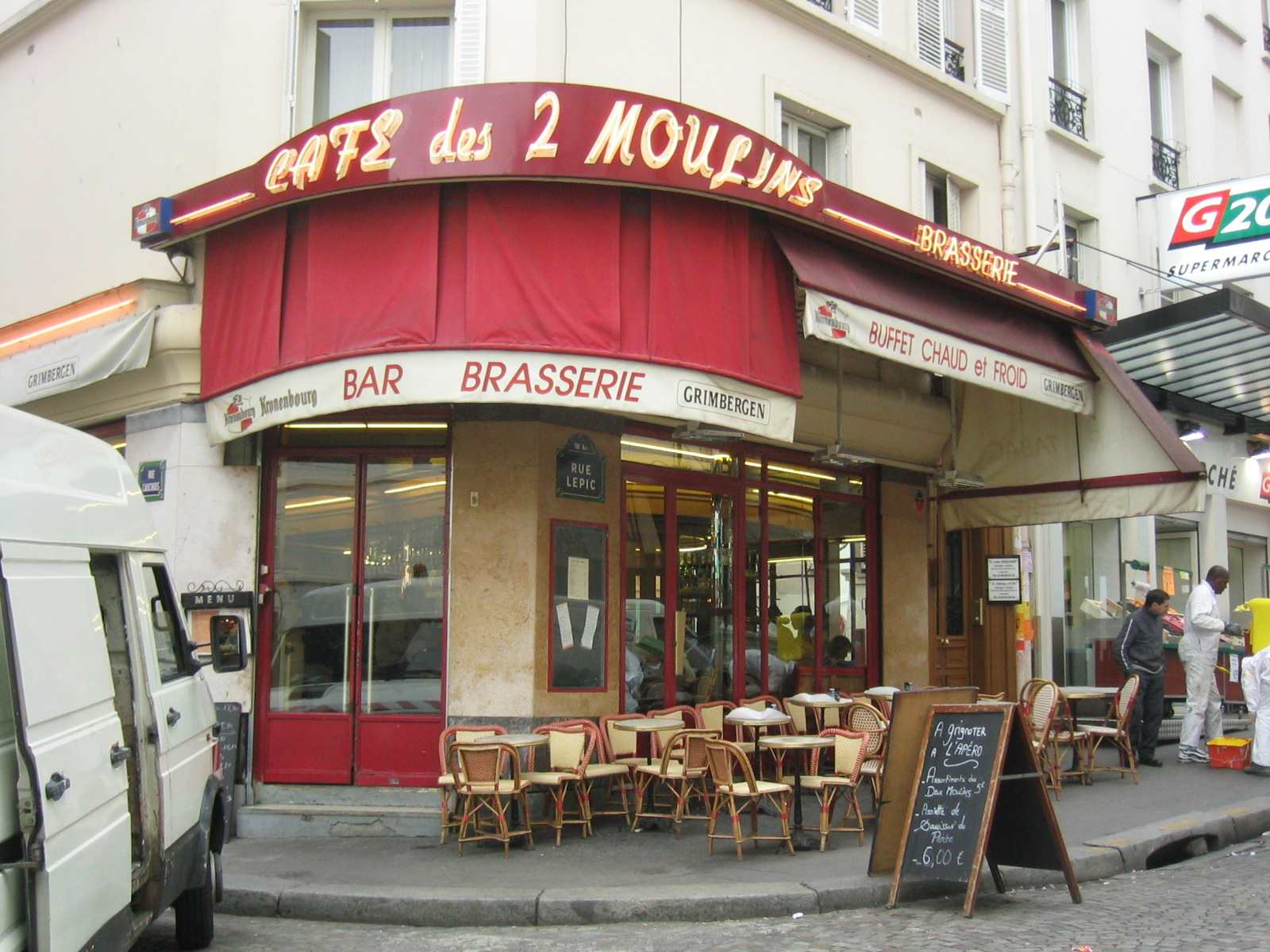
Kawiarnia Des 2 Moulins, Rue Lepic, Paryż

Amelia (fr. Le fabuleux destin d'Amélie Poulain) – francuski film komediowy z 2001 roku w reżyserii Jean-Pierre’a Jeuneta. Scenariusz napisali Jeunet i Guillaume Laurant. Film odniósł duży sukces we Francji i na świecie. Jest najpopularniejszym filmem francuskim poza Francją, gdzie obejrzało go w kinach 23,1 mln widzów.

## Fabuła
Amelia to film opowiadający o dziewczynie, która w dzieciństwie wychowywała się w izolacji od rówieśników. Przebywała zwykle sama w domu, gdyż ojciec, który zresztą nie okazywał jej zbyt wiele uczuć, podejrzewał u niej wadę serca. Jednocześnie matka była zajęta bardziej sobą, niż nią. Sytuacja ta spowodowała, że dziewczynka często przebywała w świecie swojej wybujałej wyobraźni. Gdy matka Amelii zginęła w wypadku, jej wychowaniem zajął się wyłącznie ojciec.
Kiedy Amelia dorosła, usamodzielniła się i podjęła pracę jako kelnerka w małej kawiarni na Montmartre. Żyła skromnie, cicho i spokojnie, a jej życie wydawało się dość banalne aż do dnia, gdy w swoim mieszkaniu przez przypadek znalazła stare metalowe pudełko ze skarbami z dzieciństwa pewnego chłopca. Amelia postanowiła odnaleźć dorosłego już mężczyznę i oddać mu pudełko. Wzruszenie, jakie zobaczyła u tego człowieka, utwierdziło ją w postanowieniu, by od tej pory uszczęśliwiać innych ludzi.
Dalsza część filmu przedstawia kolejne dobre uczynki Amelii. Po wielu perypetiach odnajduje również swojego ukochanego.

## Obsada
- Audrey Tautou – Amélie Poulain
- Mathieu Kassovitz – Nino Quincampoix
- Rufus – Raphaël Poulain, ojciec Amelii
- Yolande Moreau – Madeleine Wallace, dozorczyni
- Arthus de Penguern – Hipolito, pisarz
- Urbain Cancelier – Collignon, sklepikarz
- Jamel Debbouze – Lucien
- Dominique Pinon − Joseph

## Produkcja
Zdjęcia do filmu realizowane były w Paryżu, głównie w dzielnicy Montmartre. Akcja dzieje się w wielu miejscach, z których najbardziej rozpoznawalne to:
- karuzela u podnóża Bazyliki Sacré-Cœur
- schody nad wejściem do stacji metra Lamarck – Caulaincourt
- kręcone schody wyjściowe ze stacji metra Abbesses, z charakterystycznymi fotopanoramami na ścianach oraz peron tej stacji
- most Pont des Arts
- dworzec Gare de l’Est
- kanał St-Martin.

Poza Paryżem zdjęcia kręcono również w Enghien-les-Bains i Eaubonne (departament Dolina Oise) oraz w studiu filmowym w Kolonii.

## Nagrody
- Karlowe Wary 2001 – Grand Prix
- Edynburg 2001 – nagroda publiczności
- Toronto 2001 – nagroda publiczności
- 17. Warszawski Międzynarodowy Festiwal Filmowy – 2. miejsce w głosowaniu publiczności

Film okazał się sukcesem kasowym, a także zyskał dobre recenzje. Był wyświetlany w wielu krajach świata. Uzyskał nominacje w 5 kategoriach do Oscara:
- Najlepsza scenografia, Aline Bonetto (scenograf), Marie-Laure Valla (dekorator)
- Najlepsze zdjęcia, Bruno Delbonnel
- Najlepszy film obcojęzyczny
- Najlepszy oryginalny scenariusz, Guillaume Laurant, Jean-Pierre Jeunet
- Najlepszy dźwięk, Vincent Arnardi, Guillaume Leriche, Jean Umansky

W roku 2002 we Francji film zdobył nagrodę Césara w kategorii:
- najlepszy film
- najlepsza reżyseria
- najlepsza muzyka
- najlepsza scenografia

## Musical
W 2015 roku powstał musical na podstawie filmu, noszący ten sam tytuł. W 2017 roku dotarł na Broadway.